# Адамава (штат)
Адама́ва (англ. Adamawa) — штат на северо-востоке Нигерии. Административный центр штата — город Йола.
Штат образован 17 августа 1991 года разделением штата Гонгола на штаты Адамава и Тараба.

## Административное деление
Штат разделён на 21 территорию местного управления:
| - Фуфоре - Ганай - Гомби - Гуюк - Хонг - Джада - Шелленг | - Демса - Магадали - Маиха - Майо-Белва - Мичика - Северное Муби - Нуман | - Сонг - Южное Муби - Северная Йола - Южная Йола - Гиреи - Тоунго - Ламурде - Йола (столица штата) |